# Ново село (община Щип)
Вижте пояснителната страница за други значения на Ново село.
Ново село (на македонска литературна норма: Ново Село) е бивше село в Северна Македония, понастоящем квартал на Щип.

## География
Селото е разположено на 1,5 километра югозападно от град Щип и на практика е негов квартал. Сместено е в тесен пролом, по който протича река Брегалница, преминаваща преди това и през Щип. В рамките на Ново село се влива в Брегалница, преминаващата през централната част на Щип, река Отиня. По тясното корито на Отиня преминава и пътя от Ново село към централната част на Щип. Западно от селото е балнеоложката местност „Кежовица“.

## История
В началото на XX век Ново село е чисто българско християнско селище. Всичките жители на Ново село са под върховенството на Българската екзархия. По данни на секретаря на екзархията Димитър Мишев („La Macédoine et sa Population Chrétienne“) в 1905 година в селото има 3616 българи екзархисти и функционират две български училища - основно и прогимназиално с 412 ученици. В училището в Ново село през 1894 и 1895 година преподава Гоце Делчев.
След Междусъюзническата война в 1913 селото остава в Сърбия.

## Забележителности
Църквата „Покров Богородичен“ е средновековна. Основна забележителност на Ново село е църквата „Успение Богородично“, дело на майстор Андрей Дамянов. По пътя между Щип и Ново село, на лявата страна на Отиня е разположена средновековната църква „Възнесение Господне“.
Запазено и обновено е старото българско училище в непосредствена близост до църквата „Успение Богородично“, там от 1894 до 1895 г. преподава идеологът на българското освободително движение в Македония и Одринско — Гоце Делчев. Фасадата на училището днес е част от герба на Щипския университет, носещ името на Гоце Делчев. Сградата се обновява усилено, за да се превърне в новия ректорат на университета.